# الحركة الإمبراطورية الروسية
الحركة الإمبراطورية الروسية (RIM) (بالروسية: Русское Имперское Движениe) (باللاتينية: Russkoe imperskoe dvizhenie) هي حركة روسية متطرفة مُناصر للعرق الأبيض وهي مُنظمة شبه عسكرية يمينية مُتطرفة مقرها في سانت بطرسبورغ زعيمها هو ستانيسلاف فوروبييف. صُنفت على أنّها مجموعة إرهابية من قبل الولايات المتحدة الأمريكية وكندا.
تعد المنظمة جزءً من مجموعة أوسع من مجموعات «الأرثوذكسية السياسية» اليمينية المتطرفة في روسيا والتي تروج للملكية (على وجه التحديد، من خلال تأليه الماضي القيصري لروسيا)، وتستلهم من المئات السود العنيفة والمعادية للسامية في أوائل القرن العشرين في روسيا. من بين الآخرين داخل الحركة مجموعات «من أجل الإيمان والوطن» واتحاد الشعب الروسي [الإنجليزية]. مواقع الويب المرتبطة بالمنظمة تتبنى معاداة السامية.